# Њу тринити барок
Њу Тринити Барок (New Trinity Baroque) је основан 1998. године у Лондону, као рано-музички ансамбл који специјализује музику барока на историјским инструментима. Оснивач и уметнички директор аснамбла је Предраг Госта, млади југословенски чембалиста и диригент.